# Nios
Nios fue el primer procesador embebido configurable de 16-bit de Altera para su línea de productos FPGA. Para nuevos diseños, Altera recomienda Nios II de 32-bit.